# Neil Nitin Mukesh
Neil Nitin Mukesh Chand Mathur (Hindi: नील नितिन मुकेश चन्द माथुर, urodzony 15 stycznia 1982 r.), znany jako Neil Nitin Mukesh lub Neil Mukesh – indyjski aktor występujący w produkcjach filmowych z Bollywood. Jest synem piosenkarza Nitin Mukesha i wnukiem legendarnego piosenkarza Mukesha.

## Wczesne lata
Mukesh urodził się w Bombaju jako dziecko bollywoodzkich playback singerów: Nitina Mukesh i Nishi Mukesh. Imię nadał mu Lata Mangeshkar po astronaucie Neilu Armstrongu, ponieważ tak jak jego ojciec, był jego wielkim fanem. Po skończeniu edukacji w Greenlawns High School w Bombaju, ukończył studia w HR College z licencjatem Bachelor z komunikacji. Podczas przerwy wakacyjnej zrobił czteromiesięczny kurs w instytutach aktorskich: Kishore Namit Kapoor oraz w Anupama Kher. Podczas studiów asystował również Adityi Choprze przy jego filmie Czy chcesz być moim przyjacielem?.

## Kariera
Jako dziecko, Mukesh wystąpił w: Vijay (1988) i Jaisi Karni Waisi Bharni (1989). Otrzymał też kilka propozycji głównych ról jeszcze przed debiutem w dorosłym wieku, ale ponieważ nie chciał zaczynać kariery poprzez historie miłosne, wolał zaczekać na właściwszą ofertę. Okazała się nią być rola w Johnny Gaddaar, którą zaproponował mu Sriram Raghavan. Mimo iż film nie zebrał wysokich not w box-office, jego występ został doceniony.
Jego kolejnymi filmami były Aa Dekhen Zara, New York i produkcja Madhura Bhandarkara Za kratami. Zaraz potem wystąpił w Lafangey Parindey wytwórni Yash Raj Films.
Neil został wyróżniony za rolę w 7 Khoon Maaf reżyserowanym przez Vishal Bharadwaj. Główną rolę odegrała tu Priyanka Chopra m.in. u boku Johna Abrahama, Irrfan Khan, Naseeruddin Shah i Annu Kapoor. Priyanka przyjęła rolę kobiety, która miała siedmiu mężów. Jednego z najmłodszych zagrał właśnie Mukesh.

## Nagrody i nominacje

### Nagrody Filmfare
Nominowany
- 2008: Filmfare Best Male Debut Award - Johnny Gaddaar
- 2010: Filmfare Best Supporting Actor Award - New York

### Nagrody Star Screen
Nominowany
- 2008: Star Screen Award for Most Promising Newcomer - Male; Johnny Gaddaar

### Nagrody Stardust
Nominowany
- 2008: Stardust Superstar of Tomorrow - Male; Johnny Gaddaar

### Nagrody IIFA
Zwycięzca
- 2008 - Fresh Face of the Year (Świeża Twarz Roku)

### Nagrody Apsara Film & Television Producers Guild
- 2008 - Najlepszy występ w roli przestępcy

## Filmografia
| Rok  | Film                     | Rola                  | Dodatkowe informacje                               |
| ---- | ------------------------ | --------------------- | -------------------------------------------------- |
| 2011 | Pocketmaar               |                       |                                                    |
| 2011 | Players                  |                       |                                                    |
| 2011 | 7 Khoon Maaf             | Major Edwin Rodriques |                                                    |
| 2010 | Tera Kya Hoga Johnny     | Parvez                |                                                    |
| 2010 | Lafangey Parindey        | Nandan Kamthekar      |                                                    |
| 2009 | Za kratami               | Parag Dixit           |                                                    |
| 2009 | New York                 | Omar                  | Nominowany do Filmfare Best Supporting Actor Award |
| 2009 | Aa Dekhen Zara           | Ray Acharya           |                                                    |
| 2007 | Johnny Gaddaar           | Vikram                | Nominowany do Filmfare Best Male Debut Award       |
| 1989 | Jaisi Karni Waisi Bharni |                       | Występ dziecięcy                                   |
| 1988 | Vijay                    |                       | Występ dziecięcy                                   |